# Soundedit Festival
SOUNDEDIT (Lễ hội quốc tế của các nhà sản xuất âm nhạc và thiết kế âm thanh SOUNDEDIT) - một lễ hội quốc tế thường niên dành riêng cho các nhà sản xuất âm nhạc và các nhà thiết kế âm thanh. Kể từ khi bắt đầu vào năm 2009, lễ hội đã diễn ra ở Łódź, Ba Lan. Giải thưởng chính của lễ hội là The Man with the Golden Ear Award.
Nhà tổ chức chính của SOUNDEDIT là Quỹ Công nghiệp Nghệ thuật được thành lập bởi Marcin Tercjak (một nhà báo âm nhạc và người dẫn chương trình Radio Łódź) và Maciej Werk (một nhà sản xuất âm nhạc và lãnh đạo của nhóm alternative rock Hedone). Chủ tịch của quỹ và giám đốc của lễ hội là Maciej Werk.

## Mục đích của lễ hội
Theo các nhà tổ chức, lễ hội là một "nỗ lực nhằm tôn vinh những người đứng đằng sau quá trình tẻ nhạt để tạo ra một bài hát hoặc toàn bộ một album ".
Các mục tiêu cơ bản khác của lễ hội là:
- Để biến Łodz thành nơi hội họp thường niên của các nhà sản xuất âm nhạc và nhà thiết kế âm thanh đáng chú ý nhất (...).
- Xây dựng hình ảnh uy tín của The Man With The Golden Ear Award để nó trở thành một giải thưởng nổi tiếng và rất được mong đợi.
- Tổ chức các buổi hòa nhạc đặc biệt sẽ đi kèm với các cuộc họp với các nhà sản xuất âm nhạc.
- Phát triển hoạt động giáo dục trong lĩnh vực âm nhạc và kỹ thuật thu âm.
- Tạo ra một sự kiện thường niên, quan trọng và có giá trị ở Łodz, một thành phố có truyền thống âm nhạc phong phú.

## Người chiến thắng giải The Man with the Golden Ear
2009:
- Daniel Lanois
- Gareth Jones
- Grzegorz Ciechowski (truy tặng)

2010:
- Adrian Sherwood
- Andrzej Smolik
- Martin Hannett (truy tặng)

2011:
- Mark "Flood" Ellis
- Daniel Miller
- Adam Toczko

2012:
- Martin „Youth" Glo Glover
- Józef B. Nowakowski
- Steve Ostern
- Eugeniusz Rudnik
- Tim Simenon

2013:
- Dan Austin
- Haydn Bendall
- Władysław Komendarek
- Bill Laswell

2014:
- Karl Bartos
- Howard Bernstein (Howie B)
- John Cale
- Lech Janerka

2015:
- Bob Geldof
- Roger Glover
- Wojciech Waglewski
- Józef Skrzek
- Leszek Biolik

2016:
- Brian Eno
- Alec Empire
- Adam Nowak
- George Martin

2017:
- Marek Biliński
- Gary Numan
- Michael Nyman
- Tony Visconti

2018:
- Andrzej Korzyński
- Giorgio Moroder
- Katarzyna Nosowska